# Frau nach Maß
Frau nach Maß ist eine zum Jahresende 1939 entstandene Liebeskomödie von Helmut Käutner. In den Hauptrollen spielen Leny Marenbach und Hans Söhnker.

## Handlung
Theaterregisseur Christian Bauer versieht seinen Beruf mit großem Engagement, aber nach getaner Arbeit will er, wenn er nach Hause kommt, nichts mehr davon wissen und nur noch seine Ruhe genießen. Er ist daher heilfroh, dass er in Annemarie, seiner Zukünftigen, nicht nur eine Frau gefunden hat, die diesen Wunsch nicht nur zu respektieren scheint, sondern darüber hinaus rein gar nichts mit der Bühnenwelt am Hut hat. Denkt er. Wie kann Christian wissen, dass in Wahrheit auch Annemaries ganze Liebe der Theaterluft gilt und sie sich heimlich zur Schauspielerin ausbilden lassen hat, in der Hoffnung, in Christians kommender Inszenierung besetzt zu werden. Nichts also mit Kinder, Küche und Kirche, wie Christian hofft, macht ihm seine Braut in spe ausgerechnet am Polterabend klar, woraufhin sich beide mächtig in die Haare geraten und die Hochzeit am darauffolgenden Tag abgeblasen wird. Wütend fährt Annemarie daraufhin zu ihrer Tante aufs Land, während sich Christian genervt drei Wochen in den Schmollwinkel zurückzieht und sich nicht bei ihr meldet.
Beider Freund, der Rechtsanwalt Dr. Paul Buchmann, findet das Verhalten der verhinderten Fast-Eheleute ein wenig albern und schlägt Bauer daher vor, in seiner Begleitung zu Annemarie aufs Land zu fahren, damit sich die beiden endlich aussprechen. Und so geschieht es. Vor Ort angekommen, ist Christian jedoch ganz entzückt, als er Annemaries Zwillingsschwester Rosemarie kennenlernt, die so ganz seinen Vorstellungen einer häuslichen Gattin entspricht. Wie kann er ahnen, dass er Annemaries Schauspielkunst auf den Leim geht, die sich als ihre eigene Schwester ausgibt und ausstaffiert hat. Christian Bauer ist hin und weg und macht dieser „Frau nach Maß“ nach nur wenigen Tagen einen Heiratsantrag. Annemarie alias „Rosemarie“ sagt ja, und es kommt zur Eheschließung unter völlig falschen Voraussetzungen. Rosemarie ist zwar lieb und brav, ein häusliches und zuvorkommend-sorgendes Wesen, aber bald geht ihm genau diese Einfachheit schwer auf die Nerven.
Das Ehepaar befindet sich in den Flitterwochen, als die Theaterleitung in dem Refugium erscheint: Das sind Theaterdirektor Campe, seine Frau Hermine sowie Hausdramaturg Dr. Gärtner. Man versucht Bauer dazu zu überreden, als Nächstes ein Stück eines unbekannten Autors herauszubringen, das den Titel „Frau nach Maß“ trägt. Christian hat dazu so gar keine Lust, zumal er und seine Ex Annemarie darin die Hauptrollen spielen sollen, und weigert sich beharrlich, das Theaterstück auch nur zu lesen. Dann kündigt sich auch noch Annemarie am Urlaubsort an, woraufhin „Rosemarie“ klammheimlich abreist. Annemarie erscheint in Begleitung von Paul, und das alte Feuer zwischen Christian und seiner Beinah-Ehefrau entflammt erneut. Per Zufall hört Christian ein Gespräch mit, dem er entnimmt, dass er längst mit Annemarie verheiratet und diese niemand anderes als seine „Rosemarie“ ist. Nun beginnt er sich für das Stück zu interessieren und stellt fest, dass „Frau nach Maß“ seine und seiner Frau Geschichte nacherzählt. Annemarie weiß noch nicht, dass ihr Mann ihr Spiel mit den „Zwillingsschwestern“ durchschaut hat und ist noch immer enttäuscht, dass Christian die erfundene „Rosemarie“ ihr als Ehefrau vorgezogen hat.
Sie reist daher wieder ab, Christian ihr nach. Daheim erwartet ihn wieder die treusorgende „Rosemarie“, und Christian macht ihr klar, dass er eigentlich Annemarie mehr liebt als Rosemarie. Es kommt zur Versöhnung. Beide treten gemeinsam in dem Theaterstück auf und haben einen großen Erfolg. Als Autor verbeugt sich auch Paul Buchmann vor dem Publikum, der hier seine Liebe zur Schriftstellerei ausgelebt hat.

## Produktionsnotizen, Veröffentlichung
Die Dreharbeiten zu Frau nach Maß begannen am 7. November 1939 in der Ufa-Stadt Babelsberg und endeten im darauffolgenden Monat. Die Uraufführung erfolgte am 23. März 1940 in Heidelberg, die Berliner Premiere fand am 30. Mai 1940 im Capitol-Kino statt. Der Film wurde zudem am 14. Juni 1940 unter dem Titel Une femme sur mesure in Frankreich veröffentlicht, am 12. Mai 1941 unter dem Titel En Kone efter Ønske in Dänemark, am 15. Juni 1941 unter dem Titel Mallivaimo in Finnland und im Jahr 1943 unter dem Titel La donna dei miei sogni in Italien. In der Deutschen Demokratischen Republik kam er am 9. Oktober 1953 zur Aufführung. Am 17. August 1970 wurde er vom Fernsehen der DDR auf dem Sender DFF 1 ausgestrahlt.
Diese zweite Kinoinszenierung Käutners wurde mit äußerst bescheidenen Mitteln hergestellt, der Film kostete lediglich 559.000 Reichsmark. Da er bis Januar 1942 1.552.000 Reichsmark einspielte, kann Frau nach Maß als kommerzieller Erfolg angesehen werden.
Die Filmbauten stammen aus der Hand von Willi A. Herrmann, die Kunstmalarbeiten besorgte Willi Eplinius. Herstellungsgruppenleiter Hans Tost übernahm auch die Produktions- und Herstellungsleitung. Rudolf Jugert war Käutners Regieassistent.

## Musiktitel
Folgende Musikstücke wurden gespielt:
- Du warst mir mehr (Gesang: Hilde Hildebrand)
- Frau nach Maß (Gesang: Hilde Hildebrand)
- Rosen auf den Weg gestreut (Gesang: Hilde Hildebrand)
- Ich möchte so gern sein, wie du mich willst (Gesang: Hilde Hildebrand sowie Hans Söhnker und Leny Marenbach)
- Wildes braunes Mädel aus der Puszta (Gesang: Hans Söhnker und Dorit Kreysler)

## Kritik
Paimann’s Filmlisten resümierte: „Die altbewährte Idee der Doppelrolle hat, durch neue Einfälle bereichert, den Stoff zu einem scharmanten und schwerelosen Filmchen abgegeben. Daran sind auch neben geschliffenen, aber auch von allem Kulissengeruch freien Dialogen die spielfreudigen und von der tempobedachten Regie vor naheliegenden Übertreibungen bewahrten Darsteller beteiligt.“
Der Autor und Kritiker Karlheinz Wendtland war der Ansicht, „Käutners zweite Filmkomödie als Regisseur, zeig[e] erneut seine leichte, aber gestaltende Hand“ […] zudem sei „der große Erfolg an den Einspielergebnissen abzulesen, die innerhalb eines Jahres rund das Dreifache der Herstellungskosten betrugen“. Interessant sei außerdem, „wie im Film die ländlich-sittliche Schwester behandelt wird, die doch im Prinzip Abbild der von der NS-Ideologie propagierten deutschen Frau war: unmögliches Landei! Dafür wird die emanzipierte, Zigaretten rauchende Normalfrau als Vorbild hingestellt“. Wendtlands Verweis auf Herbert Holba beinhaltet dessen Aussage, dass mit Frau nach Maß, „einem im Theatermilieu angesiedelten Doppelporträt, Käutner diese Versuche amerikanische Versatzstücke zu integrieren, in Richtung auf einen neuen deutschen Komödienstil erfolgreich weiterzuführen (vermochte)“.

„Frau nach Maß… war allerdings eine geschmackvolle Mischung von Eleganz und Witz.“

„Die abgedroschene Story gewinnt durch straffe Regie und komödiantische Darstellung.“